# 8 Eyes
8 Eyes(エイト・アイズ Eito Aizu) – gra komputerowa wydana przez firmę SETA Corporation w 1988 roku na konsolę NES. Jest to typowa gra platformowa.

## Fabuła
Akcja gry dzieje się w post-apokaliptycznej przyszłości, w której to ludzkość odradza się po setkach lat panującej na ziemi wojnie nuklearnej. Władca znany jako "Great King" do przywrócenia dawnej świetności ludzkości postanawia użyć ośmiu klejnotów, które powstały w miejscu wybuchu ośmiu bomb atomowych, które niemal zniszczyły Ziemię. Klejnoty te mają tajemną moc, która w niepowołanych rękach może doprowadzić do końca świata. Ośmioro żądnych władzy książąt, ukradło jednak te klejnoty i wygnało Great Kinga przez co światu grozi następna wojna nuklearna.
Gracz sterujący sokolnikiem Orinem i jego podopiecznym – bojowym sokołem Cutrusem, ma za zadanie odzyskać klejnoty z rąk złych książąt i zanieść je do ołtarzu pokoju, gdzie Great King może zakończyć odbudowę Ziemi.

## Rozgrywka
W grze mamy do przemierzenia 8 zamków książąt, podzielonych na kilka poziomów. W każdym zamku występuje inny rodzaj wrogów, a na końcu każdego etapu walczymy z bossem, po pokonaniu, którego otrzymujemy jeden z ośmiu klejnotów. Po zebraniu wszystkich musimy ustawić je w ołtarzu pokoju w odpowiedniej kolejności, wskazówki na temat kolejności ich ułożenia ukryte są w całej grze.
W grze dostępny jest tryb kooperacji – jeden gracz steruje Orinem, a drugi Cutrusem, ułatwia to rozgrywkę ponieważ w trybie dla jednego gracza, możliwości sterowania obydwoma postaciami jednocześnie są ograniczone.